# گیاه‌پارچ افراشته
گیاه‌پارچ افراشته (نام علمی: Nepenthes truncata)، یک گونه از سرده گیاه‌پارچ‌ها و بومی فیلیپین است. از جزایر دیناگات، لیته و میندانائو شناخته شده است. این گونه در ارتفاع ۰ تا ۱۵۰۰ متری از سطح دریا رشد می‌کند. گیاه‌پارچ افراشته با برگ‌های قلب‌شکل (قطع) و پارچ‌های بسیار بزرگ آن مشخص می‌شود که ارتفاع آن تا ۴۰ سانتی‌متر می‌رسد. نام گیاه از لاتین "truncatus" یعنی "به‌طور ناگهانی خاتمه می‌یابد" گرفته شده است.
گیاه‌پارچ روبکانتلی زمانی یک شکل تیره و کوهستانی از گیاه‌پارچ افراشته در نظر گرفته می‌شد.

## گوشت‌خواری
در ۲۹ سپتامبر ۲۰۰۶، در باغ گیاه‌شناسی در لیون، فرانسه، از یک گیاه‌پارچ افراشته که حاوی جسد در حال تجزیه موش بود عکسی گرفته شد. این حادثه اولین رکورد از گیر افتادن موفقیت‌آمیز یک پستاندار در پارچ‌های گیاه‌پارچ افراشته خانگی است. هر دو گیاه‌پارچ راجا و گیاه‌پارچ رافلز به صید گهگاهی پستانداران کوچک در طبیعت شناخته شده‌اند. اگرچه ممکن است گیاه‌پارچ افراشته موش‌ها را به دام بیندازد، اما استخوان‌های سنگین کلسیمی هضم نمی‌شوند.

## دورگه‌های طبیعی
- گیاه‌پارچ باله‌دار × گیاه‌پارچ افراشته = Nepenthes × truncalata[۸]
- گیاه‌پارچ میندانائو × گیاه‌پارچ افراشته[۴]
- گیاه‌پارچ دمبرگی × گیاه‌پارچ افراشته[۹][۱۰]

## نگارخانه

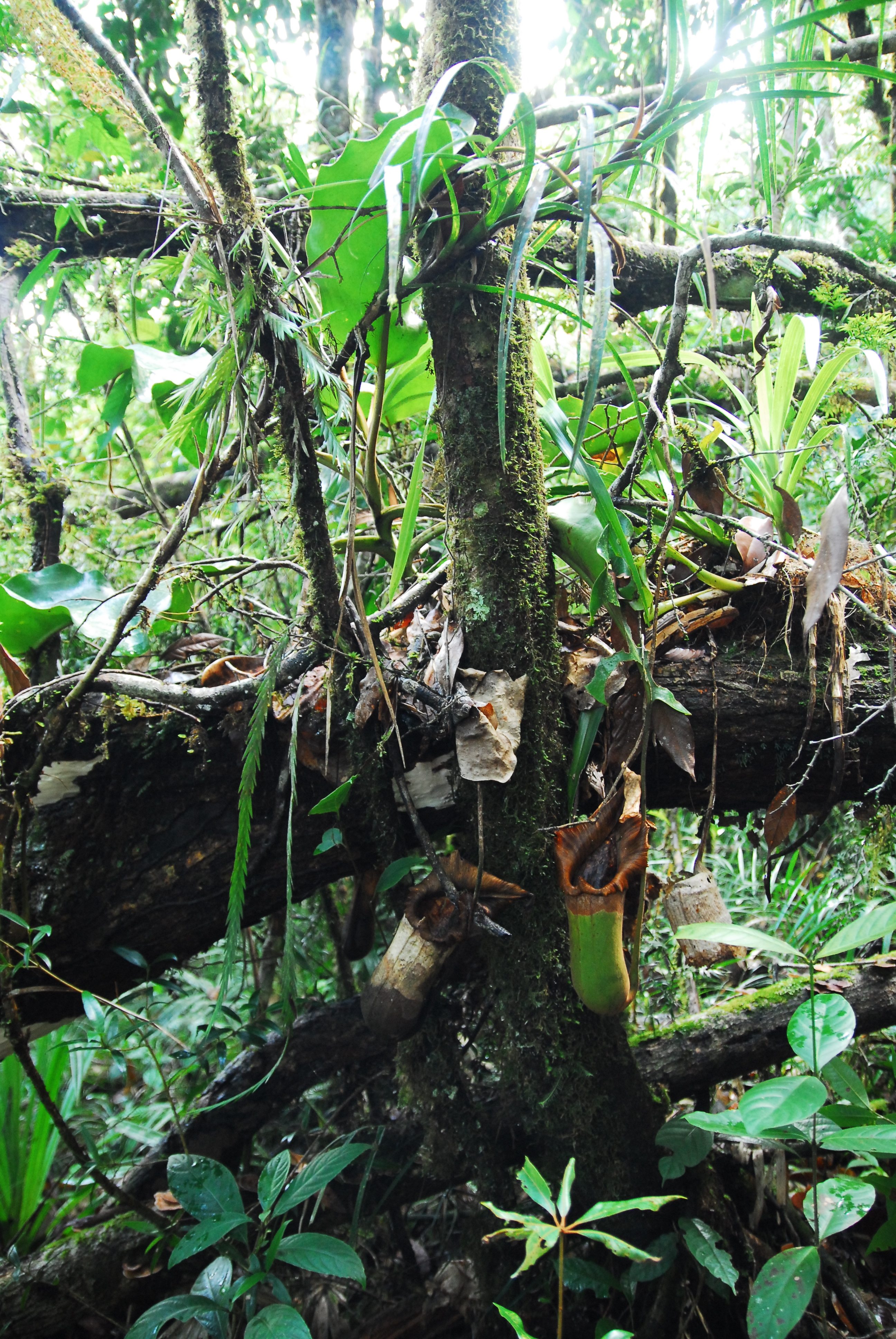
یک گیاه‌پارچ افراشته هوازی از رشته‌کوه پانتارون در نزدیکی سن فرناندو
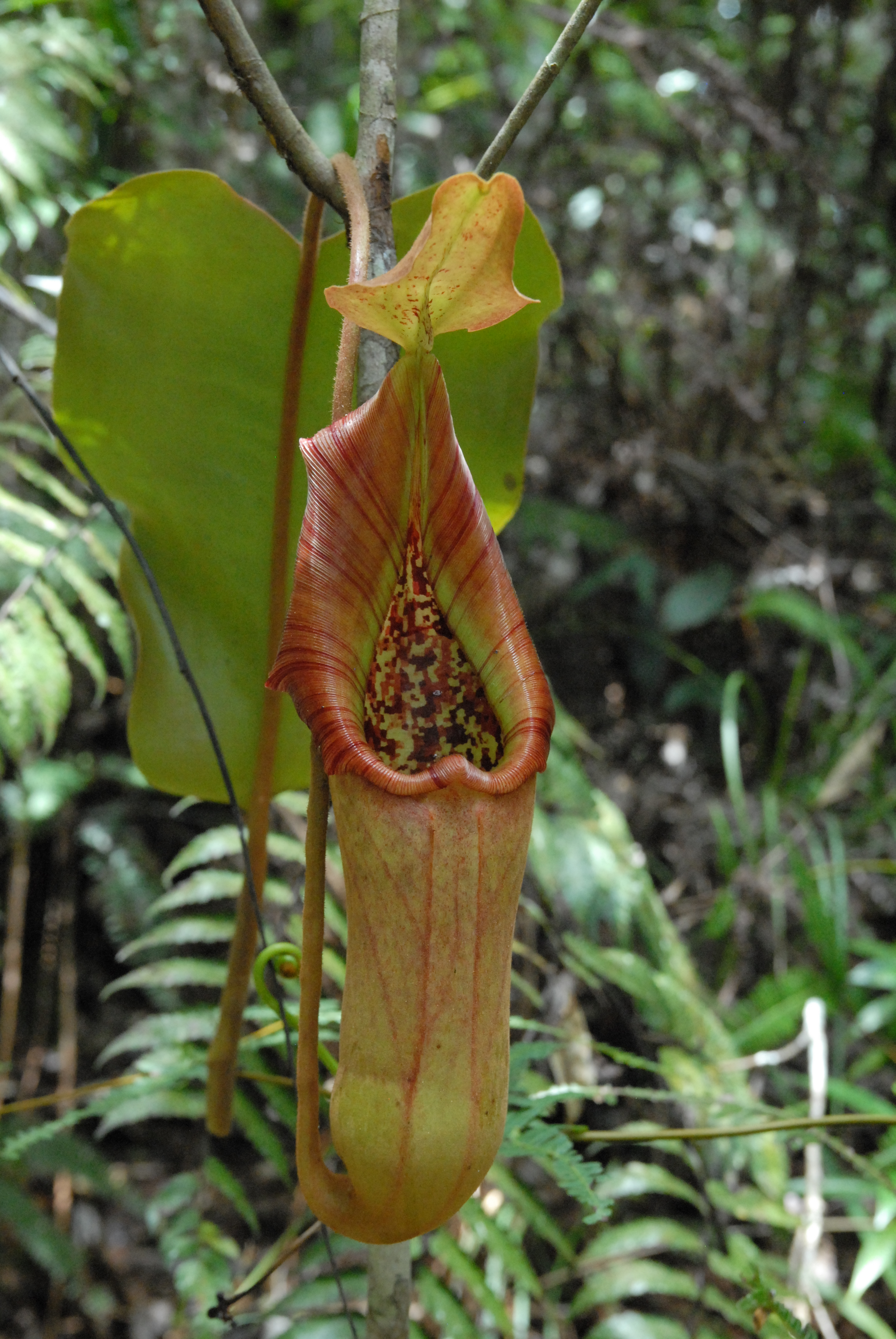
پارچی که اخیراً باز شده با رنگ‌بندی معمولی از محدوده پانتارون، میندانائو
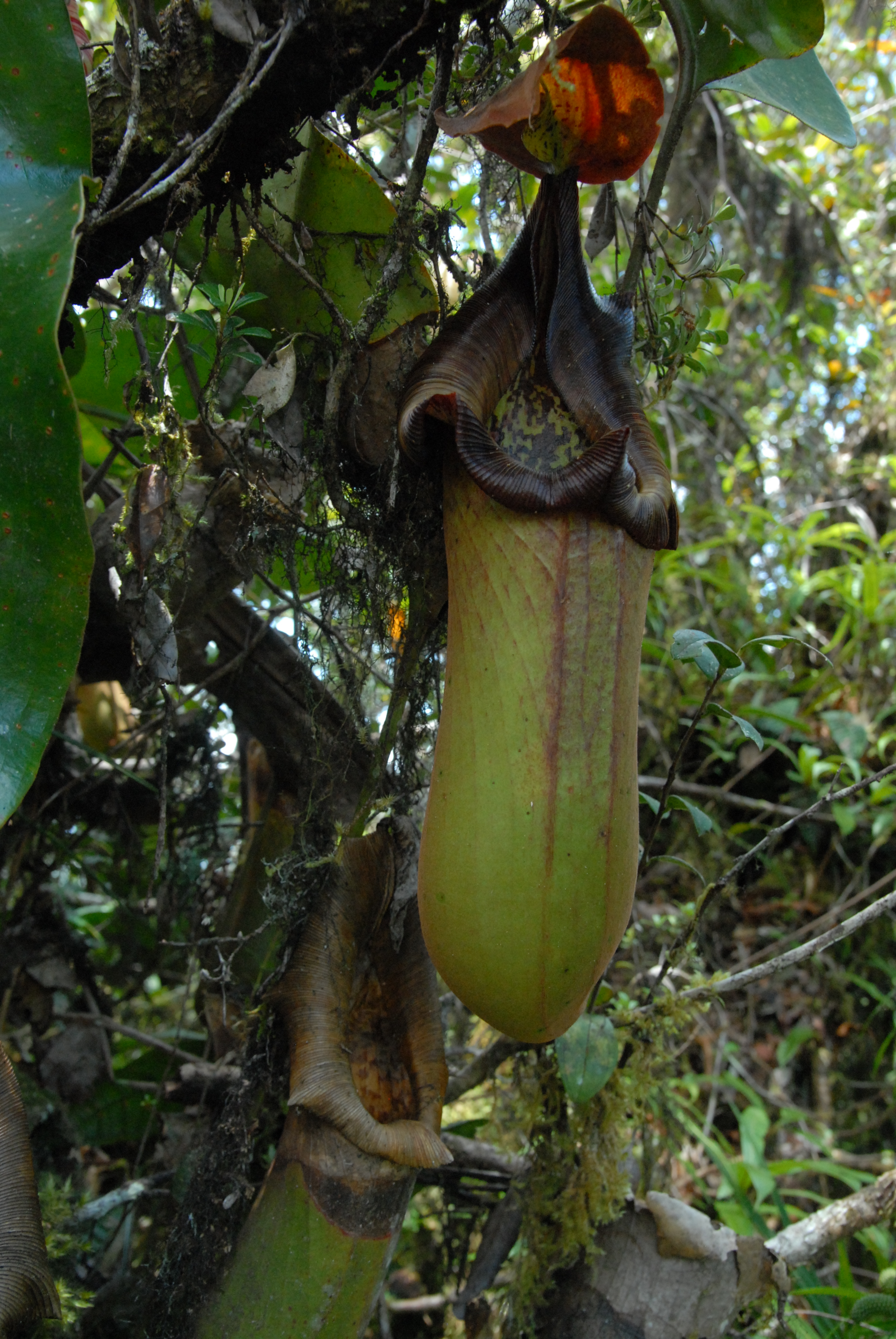
پارچ با رنگ کلاهک به‌شدت توسعه یافته، پارچ‌های معمول قدیمی، رشته‌کوه پانتارون، میندانائو
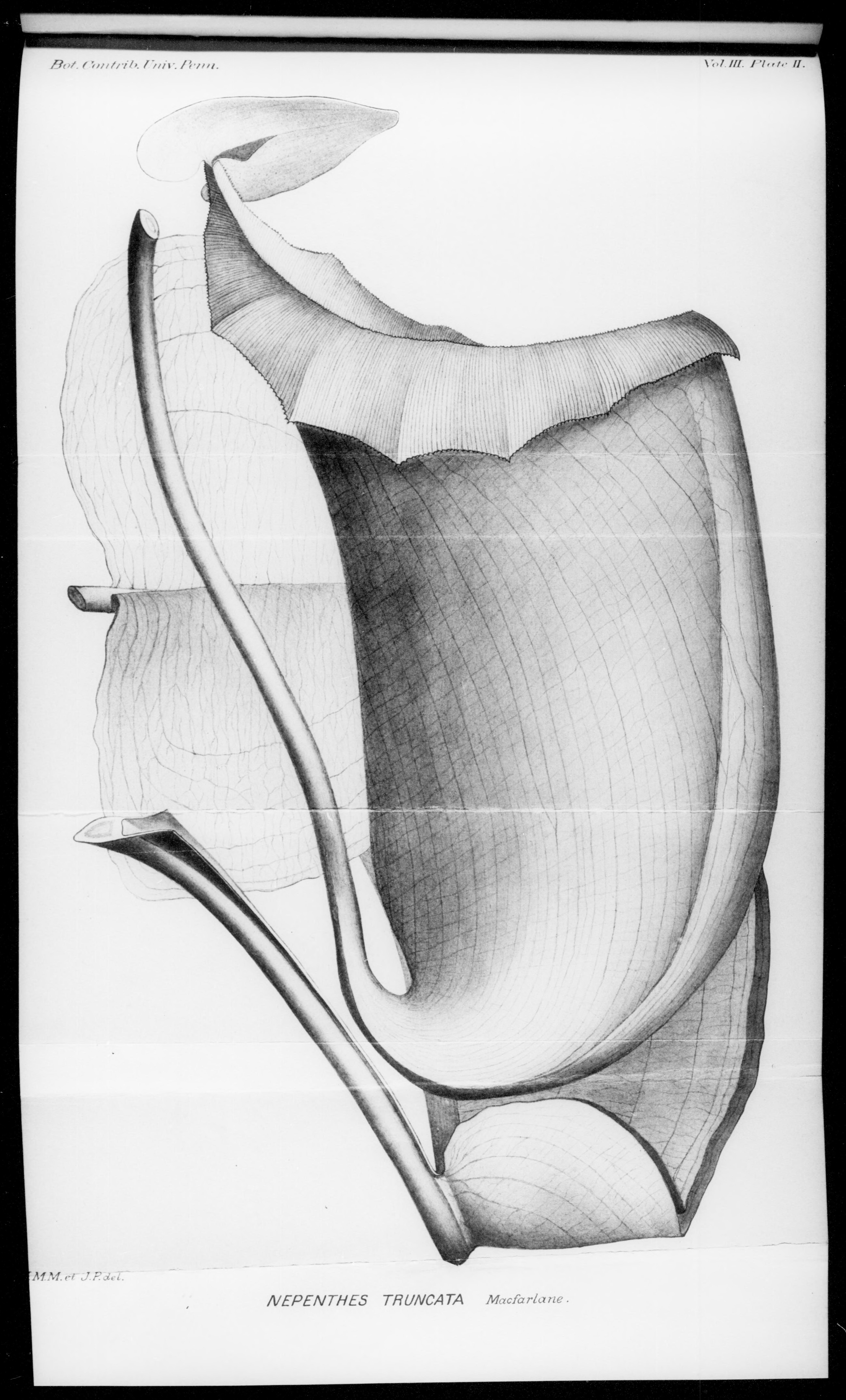
تصویر گیاه‌پارچ افراشته از توصیف گونه مکفارلن (Macfarlane) در سال ۱۹۱۱